# Filmfare Award du meilleur film en tamoul
Le prix Filmfare du meilleur film en tamoul est une récompense attribuée par le magazine indien Filmfare dans le cadre des Filmfare Awards South annuels pour les films en tamoul (Kollywood).

## Films récompensés
Les années mentionnées sont celles de la sortie du film. La cérémonie a lieu l'année suivante.
- 1963 : Naanum Oru Penn produit par M. Murugan, M. Kumaran et M. Saravanan
- 1964 : Server Sundaram produit par Krishnan–Panju
- 1965 : Thiruvilayaadal produit par A.P. Nagarajan
- 1966 : Ramu produit par A.V.T. Arasu
- 1967 : Karpooram produit par A.V. Meiyappan
- 1968 : Lakshmi Kalyanam produit par A.L. Srinivasan
- 1969 : Adimaipenn produit par M. G. Ramachandran
- 1970 : Engirundho Vandhaal produit par K. Balaji
- 1971 : Babu produit par Cine Bharat
- 1972 : Pattikada Pattanama produit par P. Madhavan
- 1973 : Bharatha Vilas produit par T. Bharathi
- 1974 : Thikkatra Parvathi produit par Srinivasa Rao Singeetham
- 1975 : Apoorva Raagangal produit par P. R. Govindarajan Duraisamy
- 1976 : Annakili produit par P. Thamizharasi
- 1977 : Bhuvana Oru Kelvi Kuri produit par MAM Films
- 1978 : Mullum Malarum produit par Venu Chettiyar
- 1979 : Pasi produit par G. Lalitha
- 1980 : Varumayin Niram Sivappu produit par R. Venkatraman
- 1981 : Thaneer Thaneer produit par P. R. Govindarajan Duraisamy
- 1982 : Enkeyo Ketta Kural (en) produit par Panchu Arunachalam (en)
- 1983 : Man Vasanai produit par Chithra lakshmanan
- 1984 : Achamillai Achamillai produit par Rajam Balachander et V. Natarajan
- 1985 : Sindhu Bhairavi produit par Rajam Balachander
- 1986 : Samsaram Adhu Minsaram (en) produit par M. Saravanan et M. Balasubramaniam
- 1987 : Vedham Pudhithu produit par S. Rangarajan
- 1988 : Agni Natchathiram produit par G. Venkateswaran
- 1989 : Apoorva Sagodharargal (en) produit par Kamal Haasan
- 1990 : Pudhu Vasantham produit par R. B. Choudary
- 1991 : Chinna Thambi produit par K. Balu
- 1992 : Roja produit par Rajam Balachander et Pushpa Kandaswamy
- 1993 : Gentleman produit par K. T. Kunjumon et Pushpa Kandaswamy
- 1994 : Karuththamma produit par Vetrivel Art Creations
- 1995 : Bombay produit par S. Sriram
- 1996 : Indian produit par A. M. Rathnam
- 1997 : Bharathi Kannamma (en) produit par Henry
- 1998 : Natpukaaga produit par A. M. Rathnam
- 1999 : Sethu produit par A. Kandasamy
- 2000 : Kandukondain Kandukondain produit par Kalaipuli S. Dhanu
- 2001 : Aanandham produit par R. B. Choudary
- 2002 : Azhagi produit par D. Udhaya Kumar
- 2003 : Pithamagan produit par V. A. Durai
- 2004 : Autograph produit par Cheran
- 2005 : Anniyan produit par Oscar Ravichandran
- 2006 : Veyil produit par S. Shankar
- 2007 : Paruthiveeran produit par K. E. Gnanavelraja
- 2008 : Subramaniyapuram produit par Sasikumar
- 2009 : Naadodigal produit par Michael Rayappan
- 2010 : Mynaa produit par John Max
- 2011 : Aadukalam produit par Kathiresan
- 2012 : L'Affaire 18/9 (Vazhakku Enn 18/9) produit par N. Linguswamy
- 2013 : Thanga Meengal produit par Gautham Menon, Reshma Ghatala et Venkat Somasundaram
- 2014 : Kaththi produit par K. Karunamoorthy, A. Subashkaran et A. R. Murugadoss
- 2015 : Kaaka Muttai produit par Dhanush et Vetrimaaran
- 2016 : Joker produit par S. R. Prabhu et S. R. Prakashbabu